# Prałatura terytorialna Trondheim

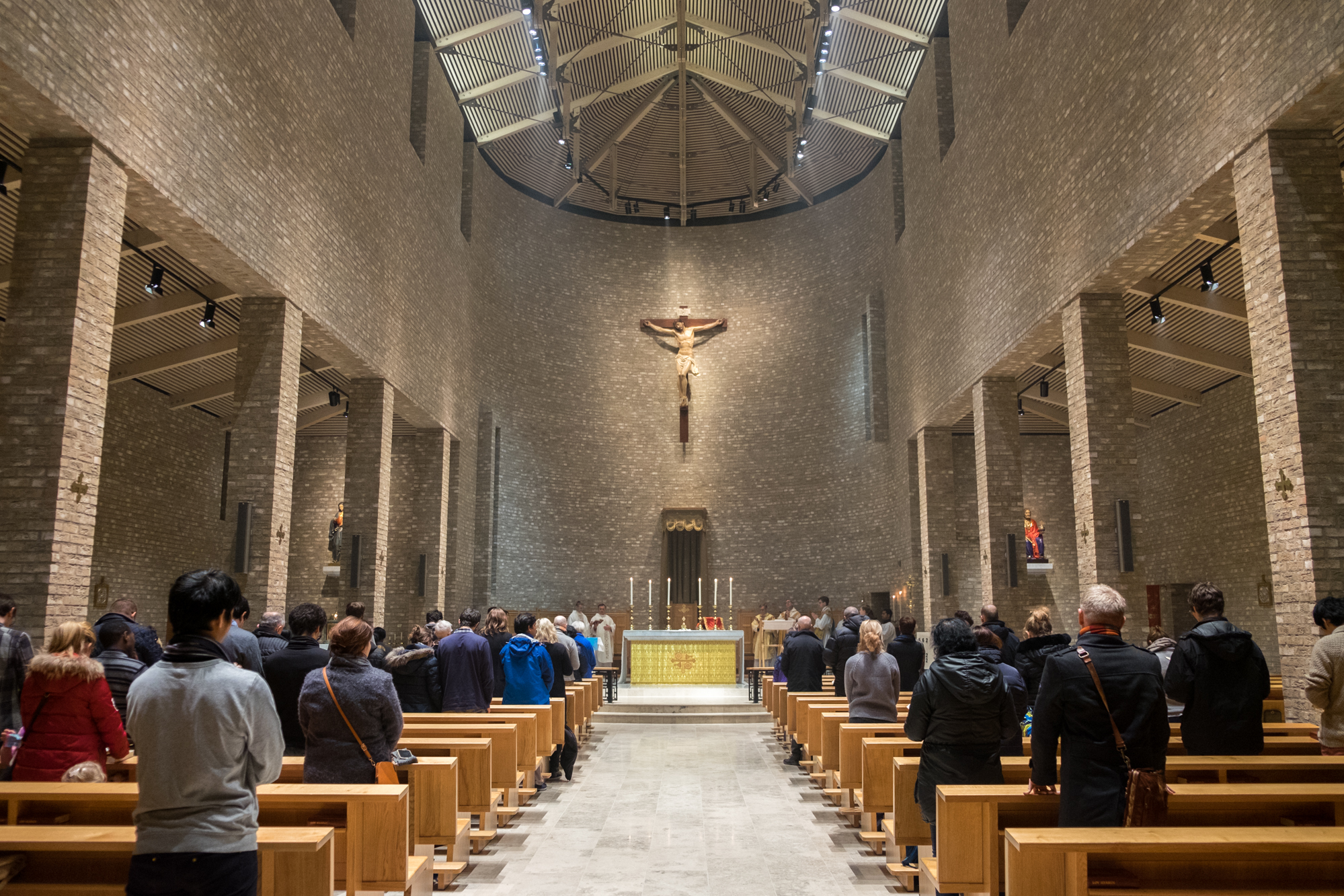
Katedra prałatury

Prałatura terytorialna Trondheim (łac.: Territorialis Praelatura Trudensis) – rzymskokatolicka jednostka podziału terytorialnego kościoła w Norwegii obejmująca swoim zasięgiem południowo-zachodnią część kraju. Siedziba prałata znajduje się w katedrze św. Olafa w Trondheim.

## Historia
- 1030 – Ustanowienie diecezji Nidaros/Trondheim
- 1153 – Ustanowienie Archidiecezji Metropolitalnej Nidaros
- 1537 – Zawieszenie Archidiecezji
- 7 kwietnia 1931 – Przywrócenie Archidiecezji jako misji sui iuris Środkowej Norwegii
- 10 marca 1935 – Ustanowienie Prefektury Apostolskiej Środkowej Norwegii
- 4 lutego 1953 – Ustanowienie Wikariatu Apostolskiego Środkowej Norwegii
- 28 marca 1979 – Ustanowienie Prałatury Terytorialnej Trondheim

## Zarządcy prałatury
- 1932–1944 – o. Cyprian Witte
- 1945–1953 – bp Giovanni Deutsch
- 1953–1974 – bp Johann Rüth
- 1975–1988 – bp Gerhard Schwenzer
- 1988–2009 - bp Georg Müller
- od 2019 bp Erik Varden

## Patroni
- św. Olaf